# 漕河村 (兖州市漕河镇)
漕河村，中国山东省济宁市兖州市漕河镇所辖的一个行政村，位于该镇中部。因本村靠近古漕河,故名。面积0.87平方公里(1302亩)，总人口1210。邮编272113。行政区划代码370882107200。